# Melittia phorcus
Melittia phorcus is een vlinder uit de familie wespvlinders (Sesiidae), onderfamilie Sesiinae.
Melittia phorcus is voor het eerst wetenschappelijk beschreven door Westwood in 1848. De soort komt voor in het Oriëntaals gebied.